# Алимов, Тимур Агзамович
Тимур Агзамович Алимов (узб. Timur Agzamovich Alimov; 5 декабря 1936, Ташкент, Узбекская ССР, СССР — 19 января 2015, Ташкент, Узбекистан) — советский и узбекский хозяйственный, государственный, партийный и общественный деятель.

## Биография
Родился в 1936 году в Ташкенте. Член КПСС.
С 1960 года — на хозяйственной, общественной и политической работе. В 1960—2010 годах — инженер проектного института, работал в Афганистане, главный инженер, начальник СМУ Ташкентского водохранилища, заведующий отделом, управляющий делами СМ Узбекистана, председатель Ташкентского облисполкома, первый секретарь Ташкентского обкома КП Узбекистана, председатель Госкомитета Узбекистана по охране природы, Государственный советник Президента Узбекистана по организационно-кадровой политике, председатель Координационного совета по контролю при Президенте Республики Узбекистан.
В 2003 году был награждён орденом «Мехнат шухрати».
Избирался депутатом Верховного Совета Узбекской ССР 9-го, 10-го и 11-го созыва.
Умер в Ташкенте в 2015 году.